# Distrito de Kiskunmajsa
Kiskunmajsa (en húngaro: Kiskunmajsai járás) es un distrito en la parte oriental del condado de Bács-Kiskun. Kiskunmajsa es también el nombre de la ciudad donde se encuentra la capital del distrito. El distrito se encuentra en la Región Estadística de la Gran Llanura del Sur.

## Geografía
El distrito de Kiskunmajsa limita con el distrito de Kiskunfélegyháza al norte, el distrito de Kistelek (condado de Csongrád) al este, el distrito de Mórahalom (condado de Csongrád) al sur, el distrito de Kiskunhalas y el distrito de Kiskőrös al oeste. El número de municipios en el distrito de Kiskunmajsa es 6 .

## Municipios
El distrito tiene 1 ciudad y 5 aldeas. (población a 1 de enero de 2012)
- Csólyospálos (1,658)
- Jászszentlászló (2,458)
- Kiskunmajsa (11,766) – capital
- Kömpöc (698)
- Móricgát (479)
- Szank (2,370)

El municipio en negrita es una ciudad.

## Galería

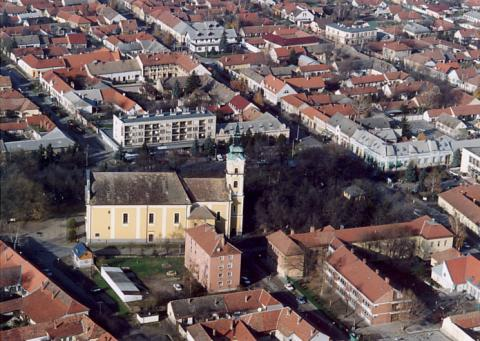
Kiskunmajsa, la capital del distrito
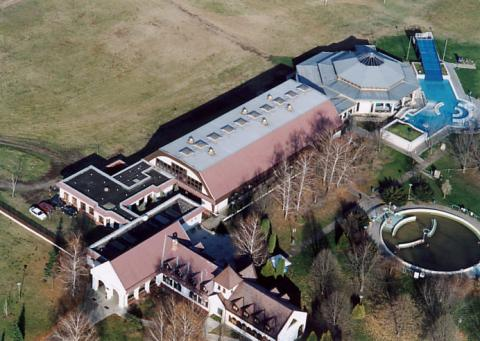
Baños termales Jóna en Kiskunmajsa
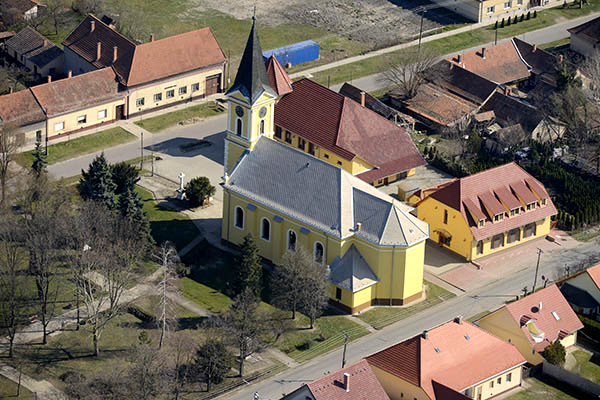
Vista aérea de Jászszentlászló
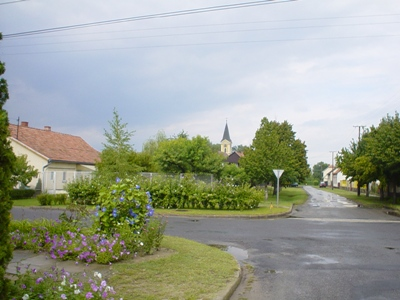
Vista de Jászszentlászló